# زاید بن خلیفه آل نهیان
زاید بن خلیفه آل نهیان (به عربی: زايد بن خليفة آل نهيان) (زاده ۱۸۴۰) (ودرگذشته ۱۹۰۹) هفتمین شیخ ابوظبی است. او جانشین سعید بن طحنون آل نهیان شد و از سال ۱۸۵۵ تا سال ۱۹۰۹ حکمرانی کرد